# Cyanophrys pseudolongula
Cyanophrys pseudolongula is een vlinder uit de familie van de Lycaenidae. De wetenschappelijke naam van de soort is voor het eerst geldig gepubliceerd in 1945 door Clench. De soort komt voor in Venezuela, Ecuador, Bolivia, Brazilië, Paraguay en Argentinië.

## Synoniemen
- Thecla longuloides Clench, 1944
- Mesocyanophrys pantobias D'Abrera, 1995 (nom. nud.)
- Paracyanophrys saphirus D'Abrera, 1995 (nom. nud.)
- Paracyanophrys rindgei D'Abrera, 1995 (nom. nud.)
- Cyanophrys remuborealis Johnson & Le Crom, 1997
- Cyanophrys rindgei Johnson & Le Crom, 1997
- Cyanophrys saphirus Johnson & Le Crom, 1997
- Cyanophrys pantobias Johnson & Le Crom, 1997
- Plesiocyanophrys silverado Johnson & Kruse, 1997
- Plesiocyanophrys salazari Johnson & Kruse, 1997
- Cyanophrys nescus Bálint & Johnson, 1998